# Tipula (Hesperotipula) supplicata
Tipula (Hesperotipula) supplicata is een tweevleugelige uit de familie langpootmuggen (Tipulidae). De soort komt voor in het Nearctisch gebied.